# Lithocarpus eichleri
Lithocarpus eichleri (Wenz.) A.Camus – gatunek roślin z rodziny bukowatych (Fagaceae Dumort.). Występuje naturalnie w Indonezji (na Sumatrze) oraz Malezji (w stanach Perak, Selangor i Johor). 

## Morfologia
PokrójZimozielone drzewo.
LiścieBlaszka liściowa jest nieco skórzasta, owłosiona od spodu i ma eliptyczny kształt. Mierzy 7–10,5 cm długości oraz 6–8,2 cm szerokości, ma ostrokątną nasadę i ostry wierzchołek. Ogonek liściowy jest nagi i ma 10–15 mm długości.
OwoceOrzechy o jajowatym kształcie, dorastają do 22–30 mm średnicy. Osadzone są pojedynczo w kubeczkowatych miseczkach, które mierzą 20–35 mm średnicy.

## Biologia i ekologia
Rośnie w lasach, na terenach nizinnych.